# Erdal Rakip
Erdal Rakip (Malmö, 13 febbraio 1996) è un calciatore svedese naturalizzato macedone di origini albanesi, centrocampista dell'Antalyaspor.

## Biografia
Nato in Svezia, ha origini macedoni, turche e albanesi.

## Carriera

### Nazionale
Con la nazionale svedese Under-17 ha partecipato al campionato mondiale Under-17 2013 dove la sua selezione si è posizionata al terzo posto.
Successivamente opta per rappresentare la Macedonia del Nord, venendo convocato per la prima volta in nazionale maggiore il 29 settembre 2021.

## Palmarès

### Club

#### Competizioni nazionali
- Campionato svedese: 6

Malmö FF: 2013, 2014, 2016, 2017, 2020, 2021
- Coppa di Svezia: 1

Malmö FF: 2021-2022
- Supercoppa di Svezia: 2

Malmö FF: 2013, 2014